# Хваленцин (Вармінсько-Мазурське воєводство)
Хваленцин (пол. Chwalęcin, нім. Stegmannsdorf) — село в Польщі, у гміні Орнета Лідзбарського повіту Вармінсько-Мазурського воєводства.
Населення — 69 осіб (2011).
У 1975-1998 роках село належало до Ельблонзького воєводства.

## Демографія
Демографічна структура станом на 31 березня 2011 року:
|          | Загалом | Допрацездатний вік | Працездатний вік | Постпрацездатний вік |
| -------- | ------- | ------------------ | ---------------- | -------------------- |
| Чоловіки | 34      | 8                  | 22               | 4                    |
| Жінки    | 35      | 7                  | 18               | 10                   |
| Разом    | 69      | 15                 | 40               | 14                   |